# Kharro-Stätte
Die Kharro-Stätte ist eine nach dem Dorf Karub (tibetisch མཁར་རོ་ Kharro, Wylie mkhar ro bzw. chinesisch 卡若遗址, Pinyin Kǎruò yízhǐ, englisch Karuo Site bzw. Karub Site) benannte archäologische Fundstätte und ein bedeutender neolithischer Fundort im Stadtbezirk Karub der Stadt Qamdo im Autonomen Gebiet Tibet in der Volksrepublik China. Kharro liegt etwa zehn Kilometer südlich der Großgemeinde Chengguan.
Die 1978 bis 1979 ausgegrabene Stätte umfasst ein Gebiet von 10.000 Quadratmetern und wird von den Archäologen als einer der drei "Tibetan aboriginal cultural relics" betrachtet. Sie wird auf die Zeit von 3200–2000 v. Chr. datiert.
Häuserfundamente, Höhlenwohnungen, befestigte Straßen, Steinwälle, Steinaltäre und Gruben wurden in der wohlerhaltenen Stätte freigelegt und eine große Anzahl von Steinzeug, Töpferei, Knochenwaren und anderen mit Ornamenten versehenen Artikeln wurde dort entdeckt.
Seit 1996 steht die Kharro-Stätte auf der Denkmäler der Volksrepublik China (4-19).

## Tongefäß
Ein in Kharro ausgegrabenes, aus gelbem Ton und feinem Sand gefertigtes Tongefäß ist ein ungewöhnliches Relikt des Neolithikums. Seine Oberfläche ist mit Einschnitten und schwarzer Farbe dekoriert, und sein Körper ist in der Form von zwei Tieren, die sich gegenüberstehen.